# Unrest (gruppo musicale tedesco)
Gli Unrest sono stati un gruppo musicale heavy metal tedesco formatosi a Brema, nel 1988.

## Storia del gruppo
Nei primi tre anni il gruppo registrò due demo e si dedicò ad una serie di concerti locali. Nel 1992 pubblicarono Taste It, il loro primo album in studio che venne registrato con
Sönke Lau alla voce, Michael Kühn  e Claus Wiechert alle chitarre, Gerd Nawrocki al basso e Guido Hettwer alla batteria.
In seguito Kühn venne sostituito da Hendrik Niedbalka e con lui incisero By the Light of the Moon uscito nel 1995.
Nei due anni successivi cominciarono ad esibirsi in concerti importanti, facendo da supporto ai tour europei dei Rage, degli Iced Earth, dei Nevermore e dei W.A.S.P..
Tra il 1997 e il 1998 realizzarono anche altri due album, l'ultimo dei quali, intitolato Cold Steel Whisper, uscì in occasione del decimo anniversario della band, che quell'anno suonò anche al Wacken Open Air.
Nel 2000 vennero pubblicati il loro primo live, registrato in vari periodi della loro carriera, e l'album Bloody Voodoo Night che vide la partecipazione di nuovi musicisti: rispetto al precedente rimasero solo il cantante e il chitarrista Wiechert.
Seguì un periodo di inattività dovuto a problemi interni alla band che venne interrotto nel 2003, quando ricominciarono ad esibirsi e comporre nuove canzoni, che sarebbero poi confluite in Back to the Roots, edito nel 2006 dalla Massacre Records. La stessa etichetta discografica, due anni dopo, pubblicò anche il loro secondo album dal vivo intitolato Back to Rock Live.
Dal 2009 il gruppo non è più stato in attività.

## Formazione

### Ultima
- Sönke Lau – voce (1988-2009)
- Claus Wiechert – chitarra (1988-2009)
- Marco Liedtke – chitarra (2003-2009)
- Andre Neuhaus – basso (2003-2009)
- Guido Hettwer – batteria (1988-1999, 2003-2009)

### Ex componenti
- Gerd Nawrocki – basso (1992-1999)
- Jörg Rainer Friede – basso (2000)
- Bastian Emig – batteria  (2000)
- Michael Kühn – chitarra (1988-1992)
- Stefan Schmidt – chitarra (2000)
- Hendrik Niedbalka – chitarra (1992-1999)

## Discografia

### Album in studio
- 1992 – Taste It
- 1995 – By the Light of the Moon
- 1997 – Watch Out
- 1998 – Cold Steel Whisper
- 2000 – Bloody Voodoo Night
- 2006 – Back to the Roots

### Album dal vivo
- 2000 – Restless and Live
- 2008 – Back to Rock Live